# Myndus visenda
Myndus visenda är en insektsart som beskrevs av Alexander Fyodorovich Emeljanov 1992. Myndus visenda ingår i släktet Myndus och familjen kilstritar. Inga underarter finns listade i Catalogue of Life.